# 倫柱
宗室倫柱（1772年11月8日—1823年4月26日，乾隆三十七年十月十四日申時—道光三年三月十六日卯時），正紅旗滿洲人，遠支宗室正紅旗第一族載字輩，順承郡王恒昌長子，春山之父，清朝官員、將領。封爵第十二任世襲罔替順承郡王，諡簡。

## 生平
乾隆四十七年（1782年）四月，王府於順天府房山縣山區開採煤窯。
五十一年（1786年）二月，正式襲封順承郡王。
五十三年（1788年）十月，奏請借支一年郡王爵俸银用以娶妻。
五十六年（1791年）四月，奉派代行太廟祭禮。
五十七年（1792年）四月，奉派代行太廟祭禮。
六十年（1795年）四月，奉派代行太廟祭禮。
嘉慶八年（1803年）二月，奉派於春分代祭日壇。
十年（1805年）三月，嘉慶帝赴先農壇行耕耤禮，命倫柱、睿親王端恩、鄭親王烏爾恭阿各推犁五次。
十二年（1807年）五月端午，因未遵行「如果祈雨不順利，則照常辦事，非輪值奏事之部旗俱不必來圓明園」的諭旨，仍呈遞膳牌、進園慶賀，遭到罰職任俸三個月，不准以紀錄抵銷。八月，奉派於秋分祭祀月壇。
十四年（1809年）六月，因查獲宗室王公將領得俸米在通州賣出，甚至將米票賣給奸商，囤積販賣，導致米不入城，市價大漲，兵丁食米不足再以高價向奸商購買，妨害生計，嘉慶帝認為親王、郡王、貝勒、貝子等坐享豐饒，不需依賴賣米籌措日用，豈可惟利是圖而不顧國家儲備制度，而倫柱與禮親王昭槤、貝勒綿譽三人在通州賣票，於降旨飭查時仍不自請議處，倫柱被處分降食貝勒俸米五年。
十六年（1811年）十一月，因宗人府宗令儀親王永璇消極辦理宗室恒璀具控告其兄薩彬圖拆毀護塋房屋等款一案，倫柱雖未辦理錯誤仍自請嚴加議處，嘉慶帝認為措辭過激，改為察議。
十八年（1813年）五月，因宗室榮贊與護軍穆隆阿鬥毆、搬毀官廳槍架、肆行辱罵一案，宗令綿課奏請將族長等人分別議處，倫柱因是總族長，也自請議處；上諭認為平時不加管束、有事紛紛具摺奏請處分，反而助長刁風，於教化毫無效果，往後凡宗室人員獲罪，宗令及族長、學長先不需奏請議處，等到案情審明後，如罪在流罪以上，承審衙門於定擬具奏摺內一併將失於管束各員按其輕重分別議處、察議具奏請旨。十二月（1814年），免去進六班。
二十一年（1816年）八月秋分，奉派赴月壇祭祀行禮。
二十四年（1819年）三月，赴先農壇行耕耤禮，命倫柱、禮親王麟趾、鄭親王烏爾恭阿各推犁五次。六月，刑部審訊書吏張光裕誤抄諭旨案，張光裕供出各王公及內務府大臣、前鋒統領、護軍統領等都有每日派遣專人探聽政事，嘉慶帝認為「無職任之王公等並無應辦事件……乃亦每日派人探聽公事，尤屬無謂，不知其意何居」，將涉案的倫柱與禮親王麟趾、睿親王端恩、豫親王裕興、克勤郡王尚格、貝勒永臶、永鋆、綿譽、奕繪、奕綺、貝子奕緒、載錫、祥端、輔國公布蘭泰嚴加議處。
道光元年（1821年）三月，奉派赴先農壇祭祀行禮。六月，受命為副使前往孝穆皇后暫安園寢冊諡。九月，授十五善射。
二年（1822年）二月春分，奉派於代祭日壇。
三年（1823年）正月初二日，被科爾沁郡王御前大臣索特納木多布齋與步軍統領衙門查參倫柱福晉及瑞親王綿忻福晉二人乘紅轎在初一日道光帝未出順貞門之前即逕自走出神武門中門，遭到交宗人府嚴加議處；初三日，步軍統領英和奏報查明當天由神武門中門走出的其實是紅轎、青轎各一乘，為惇親王府及內閣學士副都統恆齡家轎夫，倫柱的轎夫並未由中門行走，因而免予議處。三月十六日，薨，年五十二歲。道光帝輟朝。諡簡。

## 家庭及關聯
- 九世祖父：清太祖（1559年—1629年）。
- 九世祖母：清太祖元妃佟佳氏（1560年—1592年）。
- 八世祖父：禮烈親王代善（1583年—1648年），清太祖皇次子，功封禮親王，諡烈。
- 八世祖母：葉赫那拉氏，葉赫西城貝勒布寨之女，代善繼福晉。
- 七世祖父：穎毅親王薩哈璘（1604年—1636年），功封貝勒，管理禮部，追封穎親王，諡毅。
- 七世祖母：烏拉那拉氏，烏拉貝勒布占泰之女，薩哈璘嫡福晉。
- 六世祖父：順承恭惠郡王勒克德渾（1629年—1652年），薩哈璘次子，功封順承郡王，管理刑部，諡恭惠。
- 六世祖母：噶爾扎氏，公爵祜里泰之女，勒克德渾側福晉。
- 五世祖父：順承忠郡王諾羅布（1650年—1717年），勒克德渾三子，襲封順承郡王，官至杭州將軍，諡忠。
- 五世祖母：石氏，石達之女，諾羅布側福晉。
- 高祖父：郡王品級錫保（1688年—1742年），諾羅布四子，封順承親王，官至正黃旗蒙古都統、左宗人、靖邊大將軍，因事革爵。
- 高祖母：舒舒覺羅氏，三等侯偏圖之女，錫保嫡福晉。
- 曾祖父：順承恪郡王熙良（1705年—1744年），錫保長子，襲封順承郡王，官散秩大臣覺羅學總管，諡恪。
- 曾祖母：納喇氏，侍讀學士色爾登之女，熙良嫡福晉。
- 祖父：順承恭郡王泰斐英阿（1728年—1756年），熙良長子，襲封順承郡王，官至正黃旗漢軍都統、左宗正，諡恭。
- 祖母：沙濟富察氏，一等公散秩大臣傅文之女，泰斐英阿嫡福晉。

### 父母
- 父：順承慎郡王恒昌（1753年—1778年），泰斐英阿四子，襲封順承郡王，諡慎。
- 嫡母：靖啟里氏，子爵薩齡阿之女。
- 生母：馬佳氏，護軍校馬三泰之女，恒昌庶福晉。

### 兄弟
倫柱排行第一，有二弟。
- 倫咸（1776年—1798年），庶馬佳氏所生，封一等輔國將軍，官二等侍衛。娶佟佳氏，佟士傑之女。無嗣。
- 倫正（1777年—1816年），側李佳氏所生，封二等輔國將軍。娶馬佳氏，果爾明阿之女；繼娶溫都氏，禮部尚書都統德明之女。

另有至少四姊妹。
- 姊妹之一，恒昌第四女，嘉慶八年封縣君。[23]

### 妻室
- 嫡福晉：張佳氏，郎中玉岱之女。
- 側福晉：曹佳氏，八品官老格之女。
- 側福晉：李佳氏，一等侍衛永泰之女。
- 側福晉：馬佳氏，同知穆騰額之女。
- 側福晉：李佳氏，一等護衛和盛額之女。
- 妾：劉氏，劉福保之女。
- 妾：曹氏，曹達善之女。
- 妾：楊氏，富德之女。

### 子女
倫柱育有十九子。
- 春朗（1790年—1801年），嫡張佳氏所生，早卒，無嗣。
- 春凱（1798年—1799年），側曹佳氏所生，早卒，無嗣。
- 春傑（1799年—1805年），嫡張佳氏所生，早卒，無嗣。
- 春山（1800年—1854年），庶母李佳氏所生，襲封順承郡王，官至都統、內大臣、右宗正，諡勤。娶鈕祜祿氏，三等輕車都尉豐紳宜綿之女，四川總督和琳孫女。
- 春佑（1801年—1876年），側馬佳氏所生，封三等鎮國將軍，官至都統內大臣總管內務府大臣。娶他塔拉氏，三等侍衛明壽之女；繼娶鈕祜祿氏，寧夏將軍格布舍之女。
- 春裕（1801年—1805年），嫡張佳氏所生，早卒，無嗣。
- 春慶（1807年—1808年），側馬佳氏所生，早卒，無嗣。
- 春壽（1807年—1808年），側李佳氏所生，早卒，無嗣。
- 春祿（1807年—1868年），庶劉佳氏所生，封三等奉國將軍。娶瓜爾佳氏，二等子慶亮之女；繼娶尚佳氏，山東兗州鎮總兵尚政華之女。
- 春英（1808年—1863年），側馬佳氏所生，封三等鎮國將軍，官至涼州副都統。娶嘎拉嘎斯氏，阿拉善厄魯特旗公銜一等台吉和碩額駙雲敦策登之女；繼娶鈕祜祿氏，贈少卿明善之女，一等承恩公公寶孫女；三娶博爾濟吉特氏，科爾沁左翼中旗郡王銜貝勒鄂勒哲依圖之女。
- 春定（1810年—1867年），側馬佳氏所生，封三等鎮國將軍，官三等侍衛、侍衛班領、佐領。娶博爾濟吉特氏，土謝圖汗部中右旗郡王額駙蘊端多爾濟之女；繼娶他塔喇氏，保慶之女。
- 春靜（1810年—1845年），側李佳氏所生，封三等鎮國將軍，官四等侍衛，無嗣。娶佟佳氏，禮部尚書都統色克精額之女。
- 春安（1811年—1862年），庶曹氏所生，封三等奉國將軍，官三等侍衛。娶完顏氏，慶恩之女；繼娶瓜爾佳氏，塔爾泰之女。
- 春祺（1813年—1816年），庶曹氏所生，早卒，無嗣。
- 春福（1813年—1818年），側李佳氏所生，早卒，無嗣。
- 春貴（1816年—1829年），側李佳氏所生，早卒，無嗣。
- 春益（1817年—1870年），側馬佳氏所生，封三等鎮國將軍。娶黃佳氏，他訥之女；繼娶黃佳氏，富金布之女。
- 春岱（1818年—1883年），庶曹氏所生，封奉恩將軍，官至岫巖城守尉。娶宋佳氏，郎中嵩慶之女；繼娶宋佳氏，嵩慶之女；三娶文佳氏，文寬之女。
- 春瑞（1821年—1861年），庶楊氏所生，封三等奉國將軍，官三等侍衛。娶瓜爾佳氏，多瑞之女。

另有至少十六女。
- 第二女，嫡張佳氏所生，封縣主，嘉慶十七年適科爾沁部一等台吉齊默特多布端（齊莫特多普丹）。[24][25]
- 第八女，側李佳氏所生，封縣君，道光四年適喀喇沁部二等塔布囊固山額駙汪欽昆扎普（旺沁棍扎布）。[26][27]
- 第九女，側李佳氏所生，道光四年適喀喇沁左翼旗二等塔布囊德勒克燦保（德里克桑布）。[27]
- 第十女，側李佳氏所生，道光七年適喀喇沁或土默特左翼旗四等塔布囊克蒙額。[28]
- 第十一女，側李佳氏所生，封縣君，道光四年適阿拉善親王囊都布蘇隆。[29]
- 第十二女，庶曹氏所生，道光六年適科爾沁部公爵巴爾沙禮。[25]
- 第十六女，庶李佳氏所生，道光十五年適喀喇沁部塔布囊柯那噶。[30][27]